# Marcus Fabius Ambustus (consul en -360)
Pour les articles homonymes, voir Fabius Ambustus.
Marcus Fabius Ambustus est un homme politique de la République romaine.

## Biographie
Fils de Numerius Fabius Ambustus (tribun militaire à pouvoir consulaire en 406 av. J.-C.) et père de ? Fabius Ambustus (maître de cavalerie en 322 av. J.-C.), de Quintus Fabius Maximus Rullianus (consul en 322, 310, 308, 297 et 295 av. J.-C.) et de Kaeso Fabius Ambustus (maître de cavalerie en 315 av. J.-C.). Frère de Caius Fabius Ambustus (consul en 358 av. J.-C.).
Comme patricien, il refuse trois fois le consulat à un plébéien. En 360 av. J.-C., lors de son premier consulat, il bat les Herniques et obtient une ovation. En 356 av. J.-C., à nouveau consul, il aurait battu les Falisques et les Tarquins.
En 354 av. J.-C., lors de son troisième et dernier consulat, il triomphe de Tibur une ville de la ligue latine. Il obtient aussi une victoire sur les Tarquins. En 322 av. J.-C., il est maître de cavalerie, sous le dictateur Aulus Cornelius Cossus Arvina.